# دانشگاه دولتی اوستیای جنوبی
دانشگاه دولتی اوستیای جنوبی (به لاتین: South Ossetian State University) یک دانشگاه در گرجستان است که در تسخینوالی واقع شده‌است.